# 吉原朝馬 (3代目)
三代目 吉原 朝馬（よしわら ちょうば、1930年11月20日 - 1978年4月18日）は、落語家。本名：西澤 貞一。出囃子∶『ちょんきな』。生前は落語協会所属。

## 経歴
1956年に五代目古今亭志ん生に入門、古今亭金助を名乗る。
1959年5月に二ツ目昇進、金原亭朝馬と改名。1965年10月に三代目吉原朝馬を名乗る。
1973年5月に三升家勝彌、橘家圓平、三遊亭さん生、三代目吉原朝馬、柳家小のぶ、柳家かゑる、三升家勝二、桂小益、林家枝二、柳家さん吉の十名で真打昇進。
1978年、膵臓がんのため死去。47歳没。

## 芸歴
- 1956年 - 五代目古今亭志ん生に入門、前座名「金助」。
- 1959年5月 - 二ツ目昇進、「金原亭朝馬」と改名。
- 1965年10月 - 「三代目吉原朝馬」を襲名。
- 1973年5月 - 真打昇進。
- 1978年 - 死去。

## 人物
舌足らずで「いってき（一席）お笑いを申し上げます」と聞こえる口跡であったほかは、師匠譲りの瓢々とした語り口であった。
よくやっていたネタは『寄合酒』『子ほめ』『替り目』など。
真っ直ぐな人柄で、師匠相手の将棋でもヨイショ負けしなかったという。